# Áno Dolianá
Áno Dolianá (Áno que significa "superior", em grego:  Άνω Δολιανά, Pronúncia grega: [ano ðolianaː]) ou simplesmente Dolianá, é uma vila montanhosa construída em pedra no município de Kynouria do Norte, no leste da Arcádia, Grécia. Em 2011, contava com 90 habitantes. É um assentamento tradicional protegido.

## Actividades

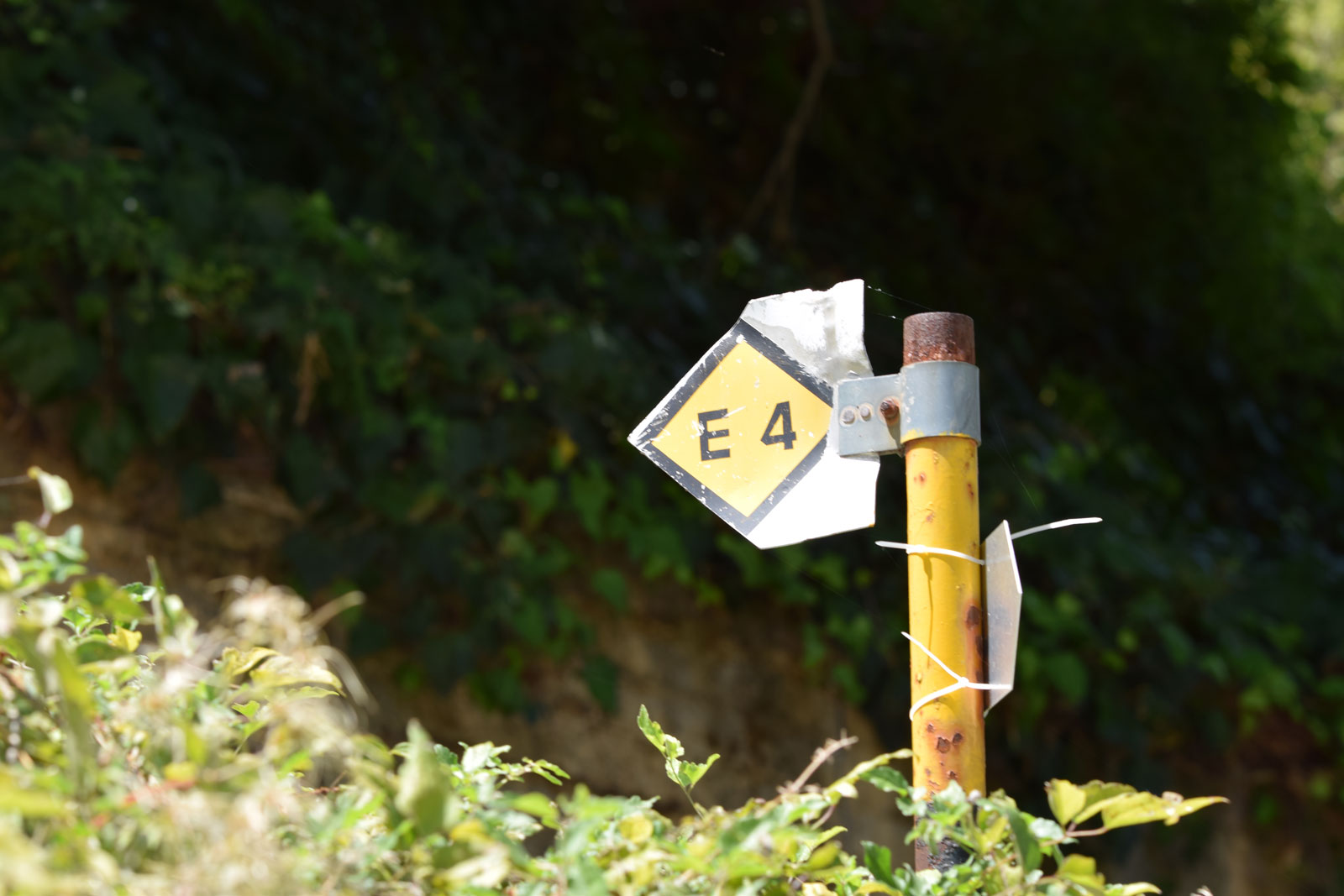
E4 sinal de caminho europeu em Áno Dolianá

O caminho europeu de longa distância E4 atravessa Doliana, tornando-o um local ideal para caminhadas.